# Tournoi de tennis d'Hyderâbâd
Le tournoi d'Hyderabad (Inde) est un tournoi de tennis féminin du circuit professionnel WTA.
Jouée de 2003 à 2005, l'épreuve est remplacée par le tournoi Bangalore en 2006. 

## Palmarès

### Simple
| No | Date       | Nom et lieu du tournoi     | Catégorie | Dotation  | Surface    | Vainqueure          | Finaliste         | Score         |         |
| -- | ---------- | -------------------------- | --------- | --------- | ---------- | ------------------- | ----------------- | ------------- | ------- |
| 1  | 03-02-2003 | WTA Indian Open, Hyderabad | Tier IV   | 140 000 $ | Dur (ext.) | Tamarine Tanasugarn | Iroda Tulyaganova | 6-4, 6-4      | Tableau |
| 2  | 16-02-2004 | ING Vysya Open, Hyderabad  | Tier IV   | 140 000 $ | Dur (ext.) | Nicole Pratt        | Maria Kirilenko   | 7-63, 6-1     | Tableau |
| 3  | 07-02-2005 | Hyderabad Open, Hyderabad  | Tier IV   | 140 000 $ | Dur (ext.) | Sania Mirza         | Alona Bondarenko  | 6-4, 5-7, 6-3 | Tableau |

### Double
| No | Date       | Nom et lieu du tournoi    | Catégorie | Dotation  | Surface    | Vainqueures                         | Finalistes                            | Score     |         |
| -- | ---------- | ------------------------- | --------- | --------- | ---------- | ----------------------------------- | ------------------------------------- | --------- | ------- |
| 1  | 03-02-2003 | WTA Indian Open Hyderabad | Tier IV   | 140 000 $ | Dur (ext.) | Elena Likhovtseva Iroda Tulyaganova | Evgenia Kulikovskaya Tatiana Poutchek | 6-4, 6-4  | Tableau |
| 2  | 16-02-2004 | ING Vysya Open Hyderabad  | Tier IV   | 140 000 $ | Dur (ext.) | Liezel Huber Sania Mirza            | Li Ting Sun Tiantian                  | 7-61, 6-4 | Tableau |
| 3  | 07-02-2005 | Hyderabad Open Hyderabad  | Tier IV   | 140 000 $ | Dur (ext.) | Yan Zi Zheng Jie                    | Li Ting Sun Tiantian                  | 6-4, 6-1  | Tableau |